# Comandant
Comandant és un terme genèric del camp de les forces armades i dels cossos policials que designa qui està al comandament d'una unitat o posició, independentment del grau concret que ocupi. És per aquest motiu que a l'Exèrcit Roig soviètic, amb voluntat d'abolir els graus militars, hom designava simplement comandant (komandir) tot militar que tingués comandament sobre altres, amb un qualificatiu indicant la funció concreta (la qual cosa, de fet, implicava rang); cert que en 1935 (amb culminació el 1943) l'estalinisme restauraria la versió russa dels graus europeus tradicionals.
Ara bé: en força exèrcits, comandant és alhora la designació d'un grau militar específic: aquell que en altres exèrcits es denomina major; és a dir: el grau militar immediatament superior al capità i immediatament inferior al tinent coronel. En aqueixos exèrcits, doncs, el comandant és el grau inferior en l'escala d'oficials superiors. El major o comandant comanda, segons els cossos, una companyia o esquadró, o un batalló o grup, entre 100 i 500 homes.
Etimològicament, prové de comandar ('co-manar'), perquè antigament dos oficials amb el grau de capità comandaven dues o més companyies.
A l'Armada el grau equivalent al de major o comandant és el de capità de corbeta.